# فيل ستيل
فيل ستيل (بالإنجليزية: Phil Steele)‏ هو صحفي رياضي أمريكي، ولد في 1960.

## وصلات خارجية
- الموقع الرسمي